# Международный плавательный центр Токио Тацуми
Международный плавательный центр Токио Тацуми (яп. 東京辰巳国際水泳場, Tōkyō Tatsumi Kokusai Suieijō, англ. Tokyo Tatsumi International Swimming Center) — это комплекс с бассейном международного стандарта, который находится в районе Кото Тацуми, южной части столицы Японии Токио. Комплекс стал центральным объектом соревнований по плаванию и заменил Национальный стадион Ёёги. В плавательном центре есть возможность проводить внутренние и международные соревнования круглый год.

## Строительство
Плавательный комплекс был спроектирован Токийской архитектурной фирмой Институт дизайна окружающей средыпо заказу Бюро портов и гаваней, подразделения столичного правительства Токио. Здание было построено в основном из железобетона, за исключением крыши и представляет собой пространственно-ферменную конструкцию из стальных труб. Структурный дизайн был разработан Kozo Keikaku Engineering Строительство комплекса завершилось 18 марта 1993 года.

## Описание
Главный бассейн

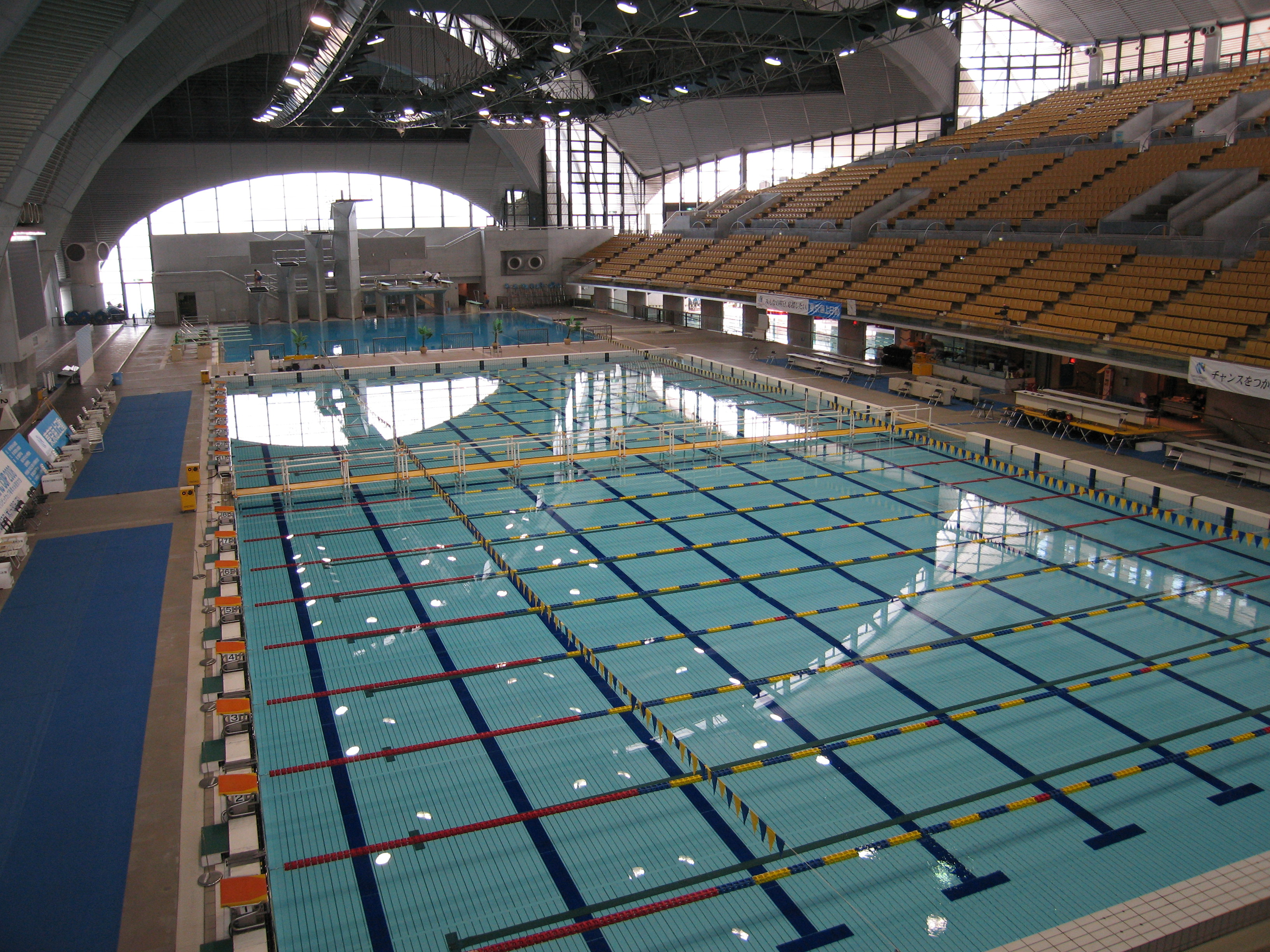
Впереди главный бассейн. Сзади бассейн для прыжков в воду.

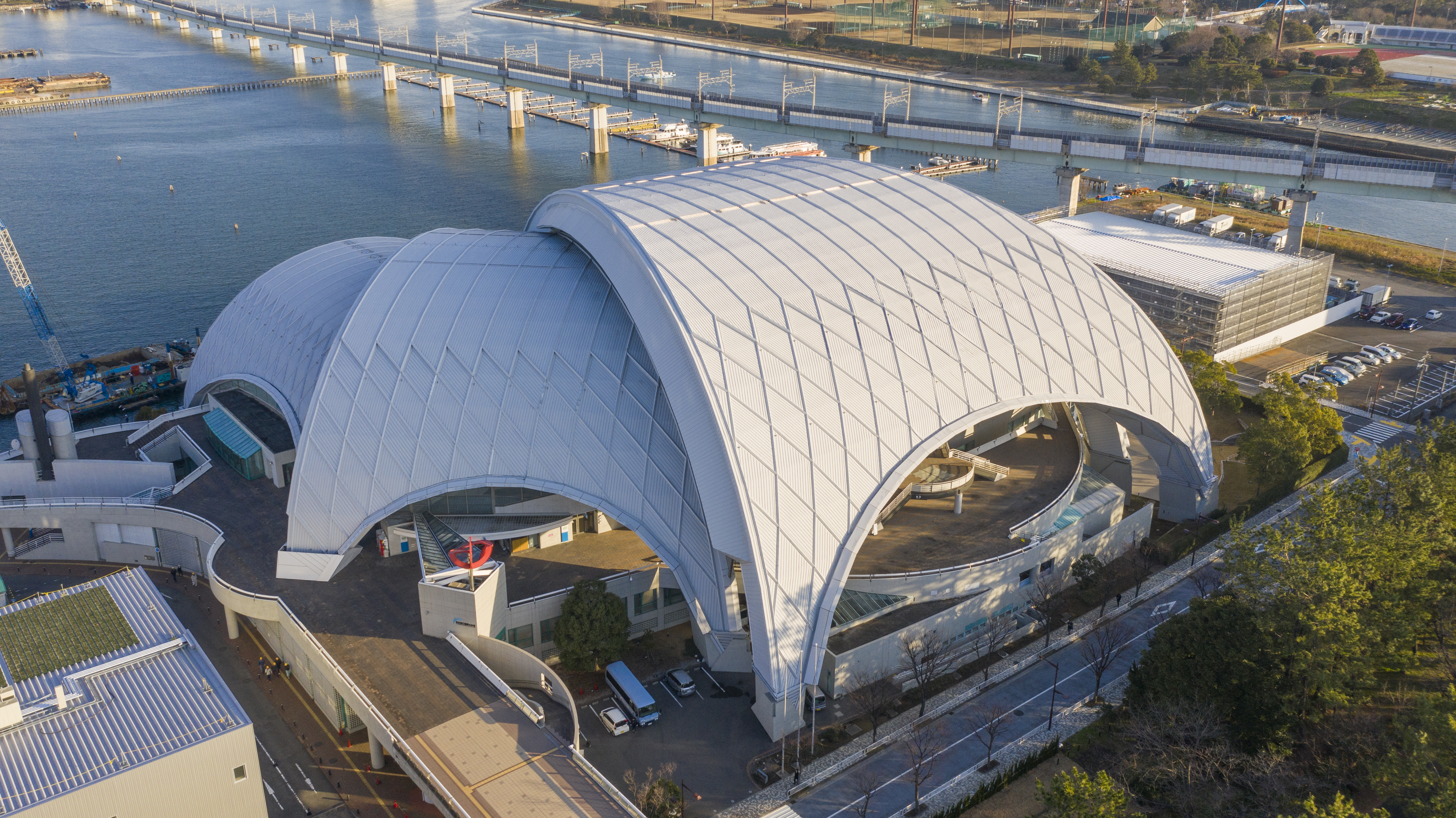
Плавательный центр

Плавание. 10 полос движения 50 м х 25 м. 
Используется подвижный пол, а глубина воды может меняться от 1,4 м до 3 м.
Зрительских мест 5035 (фиксированных 3635).
Второй бассейн
7 полос 50м х 15м. Можно использовать только для плавания. Он не имеет мест для зрителей.
Бассейн для прыжков в воду
Бассейн 25 м x 25 м x 5 м (глубина). Используется на соревнованиях по прыжкам в воду и синхронному плаванию . Места для зрителей такие же, как и в главном бассейне.

## Спортивные соревнования
- Ежегодные внутри японские соревнования по плаванию и прыжкам в воду.
- Юношеский олимпийский кубок JOC по плаванию. (Соревнование спонсируемое Олимпийским комитетом Японии).
- Водное поло на Олимпийских играх 2020